# خانزنگ
خانزنگ (به لهستانی:  Chądzyń) یک روستا در لهستان است که در گمینا ستردنگ واقع شده‌است.